# Sotir Capo
Sotir Capo (* 10. Juni 1934 in Berat; † 3. März 2012 in Philadelphia) war ein albanischer Maler.
Capo erhielt seine künstlerische Ausbildung in Tirana, wo er von 1949 bis 1953 das Kunstlyzeum „Jordan Misja“ besuchte und von 1960 bis 1965 an der Kunsthochschule studierte. Ab 1955 arbeitete er fünf Jahre als Bühnenbildner am Kulturhaus in seiner Heimatstadt Berat. Später unterrichtete er in Berat als Kunstlehrer und engagierte sich als stellvertretender Sekretär im regionalen Verband der Schriftsteller und Künstler. Insgesamt war Capo über 40 Jahre in der Sozialistischen Volksrepublik Albanien als Maler und Kunstlehrer in Berat und in Tirana tätig. Am 28. Mai 1979 wurde er mit dem Titel „Verdienter Künstler“ (albanisch Artist i Merituar) ausgezeichnet. Außerdem erhielt er die Naim-Frashëri-Medaille. 1996 übersiedelte er mit seiner Familie nach Philadelphia in den Vereinigten Staaten, wo er im März 2012 im Alter von 77 Jahren starb.

## Werk

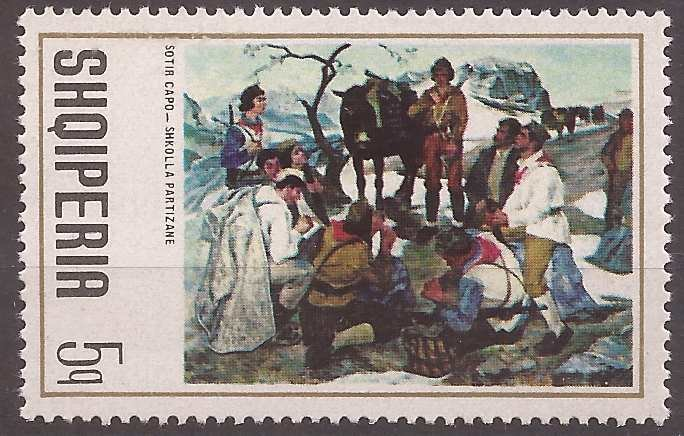
Albanische Briefmarke (1972) mit dem Motiv Shkolla partizane von Sotir Capo

Capo schuf vorwiegend Ölgemälde sowie Pastelle, Aquarelle und Wandmalereien. In seinen vom Sozialistischen Realismus beeinflussten Werken thematisierte er den Krieg (u. a. Ölbild Shkolla partizane, 1969) sowie die Arbeit und den sozialistischen Alltag in Albanien.
Die Ölmalerei Punonjësia e telave (deutsch Kabelwerkerin, englisch Electric Wire Maker) aus dem Jahr 1969, ein Gemälde des sozialistischen Realismus von Sotir Capo, wurde 2017 auf der documenta 14 in Athen gezeigt. Das Werk befindet sich heute in der Nationalen Kunstgalerie in Tirana. Teil der gleichen Sammlung ist auch Capos Ölgemälde Mjelësja (1974).